# R&B Jumpoff Vol. 24
R&B Jumpoff vol. 24 to kolejny album amerykańskiego rapera Big Mike’a i producenta Big Stress'a. Jak wskazuje tytuł albumu, płyta zawiera głównie utwory R&B. Można usłyszeć też artystów hip-hopowych, takich jak Mobb Deep, czy członków grupy D-Block.

## Lista utworów
1. "All Up On Me" (Jae Hood, Jadakiss & Rashad)
2. "Fightin Over Me" (Paris Hilton featuring Jadakiss & Fat Joe)
3. "Baby Where U At?" (Joe featuring Papoose)
4. "Enough Cryin' (Remix)" (Mary J. Blige featuring Mobb Deep)
5. "Me And U (Remix)" (Cassie featuring Maino)
6. "Got My Mind Made Up" (Cheri Dennis)
7. "Sexy Love" (Ne-Yo)
8. "Promiscious Girl" (Nelly Furtado featuring Timbaland)
9. "Entourage" (Omarion)
10. "Number One" (Pharell featuring Kanye West)
11. "The One You Need" (Megan Rochelle featuring Fabolous)
12. "Say Something (Remix)" (Mariah Carey featuring Dem Franchize Boyz)
13. "Do It, To It" (Cherish, Young Joc, Jody Breeze, D4l. & Chingy)
14. "Torn (Remix)" (Letoya featuring Mike Jones & Rick Ross)
15. "Stunnas" (Jagged Edge featuring Jermaine Dupri)
16. "Everytime" (Monica featuring Dem Franchize Boyz)
17. "Like This" (Marques Houston featuring Young Joc)
18. "Like Me" (Joe featuring Young Buck & Tony Yayo)
19. "DJ Play Alove Song" (Jamie Fox featuring Twista)
20. "Am I Doin' Too Much?" (Paula Blenda featuring Baby Bash)
21. "Love Song" (Missez featuring Pimp C)
22. "Torn" (Letoya)